# Адольф Леонард ван Гендт
Адольф Леонард ван Гендт (нід. Adolf Leonard van Gendt; *18 квітня 1835, Алкмар — 1901) — нідерландський архітектор.
Дольф ван Гендт (Адольф Леонард ван Гендт) — представник розгалуженої архітекторської династії, в якій найбільше значення, крім Адольфа Леонарда, мали його брат Фредерік Віллем ван Гендт (1831—1900) і син Адольф Даніель Ніколас ван Гендт (1870—1932).
А. Л. ван Гендт закінчив Королівську академію витончених мистецтв у Гаазі. Починаючи від 1874 року практикував в Амстердамі. За проектом ван Гендта побудований концертний зал Концертгебау (1883—88), він також брав участь у проектуванні та зведенні Центрального вокзалу (1881—89), нової будівлі Міського театру (1894) та інших споруд Амстердама.